# Emotional (Album)
Emotional ist das vierte Studioalbum des österreichischen Musikers Falco. Es kam im Oktober 1986 auf den Markt und wurde von Kritikern hoch gelobt, da Falco hier sehr emotionale Züge zeige. Falco ging nach der Veröffentlichung auf die Emotional-Welttournee. Das Album wurde wie der Vorgänger von Rob und Ferdi Bolland produziert.

## Hintergrund
Die erste Auskopplung aus dem Album war The Sound of Musik. Der Song konnte besonders im Ausland an die Vorgänger anknüpfen. Mit dem Lied thematisierte Falco die umstrittene Wahl von Kurt Waldheim zum österreichischen Bundespräsidenten, der mit der Waldheim-Affäre später für Aufsehen sorgte.
Als Nächstes folgte im November 1986 Coming Home (Jeanny Part 2, One Year Later). Die Single erreichte Platz eins der deutschen Charts (damit war es zugleich Falcos vierter und letzter Nummer-eins-Hit in Deutschland). Im Liedtext geht es darum, dass Falco nach einem Jahr in einer psychiatrischen Anstalt (dargestellt im Video) zu Jeanny zurückkehrt, die allerdings verschwunden ist.
Anfang 1987 kam die Single Emotional heraus (B-Seite: Emotional – Her side of the Story). Im ersten Song sang Falco, dass keine Frau auf dieser Welt zu ihm passe. In Her side of the Story schildert Falcos Partnerin die Geschichte aus ihrer Sicht, allerdings nicht wie Falco auf Deutsch, sondern auf Englisch.

### Widmungen
Das Cover des Albums ist eine Hommage an Elvis Presley, dessen Album Comeback Special 1968 fast identisch aussieht. Des Weiteren enthält das Album einen Tribut an Robert Capa (1913–1954) und eine Hommage an die US-amerikanische Schauspielerin Kathleen Turner. Außerdem ist das Album seiner vermeintlichen Tochter Katharina-Bianca gewidmet.

## Titelliste
1. Emotional – 4:52
2. Kamikaze Cappa (Dedicated to Robert Capa who died in Indochina 1954) – 5:10
3. Crime Time – 4:24
4. Cowboyz and Indianz – 5:46
5. Coming Home (Jeanny Part 2, ein Jahr danach) – 5:32
6. The Star of Moon and Sun – 5:19
7. Les Nouveaux Riches – 4:31
8. The Sound of Musik – 4:56
9. The Kiss of Kathleen Turner – 7:32

Die Musik zu allen Titeln stammt von Rob & Ferdi Bolland. Die Texte stammen von Rob & Ferdi Bolland und Falco. Titel 1 bis 5 befinden sich auf der LP-Version des Albums auf Seite 1 und die Titel 6 bis 9 auf Seite 2.
2021 Remaster Bonus Disc
1. The Sound Of Musik (Extended Rock N Soul Version)	10:00
2. The Sound Of Musik (12" Edit)	7:12
3. Coming Home (Jeanny Part 2, Ein Jahr Danach) (Extended Version)	7:43
4. Emotional (Extended Version)	7:38
5. Emotional (Extended N.Y. Mix)	8:21
6. Emotional (Extended N.Y. Mix) (English Version)	8:21
7. Emotional (Her Side Of The Story) 	5:19

1. The Sound Of Musik (Rock N Soul Edit)	4:35
2. The Sound Of Musik (Single Edit)	4:12
3. The Sound Of Musik (7" Edit)	4:07
4. The Sound Of Musik (Full Length Instru-Mental Version)	4:05
5. The Sound Of Musik (Instru-Mental Version)	2:44
6. Coming Home (Jeanny Part 2, Ein Jahr Danach) (Special Edited Radio Version)	4:24
7. Emotional (N.Y. Mix)	4:20
8. Emotional (N.Y. Mix) (English Version)	4:20
9. Emotional (English Version)	4:54
10. Emotional (Her Side Of The Story 7" Edit)	4:09
11. Crime Time (7" Edit)	3:28

DVD: Live in Frankfurt 1986
1. The Star Of Moon And Sun
2. Junge Roemer
3. Männer Des Westens – Any Kind Of Land
4. The Kiss Of Kathleen Turner
5. Jeanny
6. Crime Time
7. Munich Girls
8. Emotional
9. Coming Home (Jeanny Part 2, Ein Jahr Danach)
10. Vienna Calling
11. Rock Me Amadeus

## Trivia
- Die Widmung auf dem Album For Katharina-Bianca galt Falcos vermeintlicher, am 13. März 1986 geborenen Tochter mit seiner Ehefrau. 1993 erfuhr er, dass sie nicht seine Tochter war.
- Im Musikvideo zu The Sound of Musik war Wiens damaliger Bürgermeister Helmut Zilk in einer kleinen Nebenrolle zu sehen.

## Chartplatzierungen

### Album
| Jahr | Titel     | Höchstplatzierung, Gesamtwochen, AuszeichnungChartplatzierungen (Jahr, Titel, Platzierungen, Wochen, Auszeichnungen, Anmerkungen) | Höchstplatzierung, Gesamtwochen, AuszeichnungChartplatzierungen (Jahr, Titel, Platzierungen, Wochen, Auszeichnungen, Anmerkungen) | Höchstplatzierung, Gesamtwochen, AuszeichnungChartplatzierungen (Jahr, Titel, Platzierungen, Wochen, Auszeichnungen, Anmerkungen) | Höchstplatzierung, Gesamtwochen, AuszeichnungChartplatzierungen (Jahr, Titel, Platzierungen, Wochen, Auszeichnungen, Anmerkungen) | Anmerkungen                            |
| Jahr | Titel     | DE | AT | CH | UK | Anmerkungen                            |
| ---- | --------- | --- | --- | --- | --- | -------------------------------------- |
| 1986 | Emotional | DE1 Gold · (15 Wo.)DE | AT1 Gold · (19 Wo.)AT | CH5 (9 Wo.)CH | — | Erstveröffentlichung: 23. Oktober 1986 |

### Singles
| Jahr | Titel                                        | Höchstplatzierung, Gesamtwochen, AuszeichnungChartplatzierungen (Jahr, Titel, Platzierungen, Wochen, Auszeichnungen, Anmerkungen) | Höchstplatzierung, Gesamtwochen, AuszeichnungChartplatzierungen (Jahr, Titel, Platzierungen, Wochen, Auszeichnungen, Anmerkungen) | Höchstplatzierung, Gesamtwochen, AuszeichnungChartplatzierungen (Jahr, Titel, Platzierungen, Wochen, Auszeichnungen, Anmerkungen) | Höchstplatzierung, Gesamtwochen, AuszeichnungChartplatzierungen (Jahr, Titel, Platzierungen, Wochen, Auszeichnungen, Anmerkungen) | Anmerkungen                        |
| Jahr | Titel                                        | DE | AT | CH | UK | Anmerkungen                        |
| ---- | -------------------------------------------- | --- | --- | --- | --- | ---------------------------------- |
| 1986 | The Sound of Musik                           | DE4 (17 Wo.)DE | AT4 (14 Wo.)AT | CH11 (8 Wo.)CH | UK61 (3 Wo.)UK | Erstveröffentlichung: Juni 1986    |
| 1986 | Coming Home (Jeanny Part 2, ein Jahr danach) | DE1 (16 Wo.)DE | AT4 (15 Wo.)AT | CH3 (9 Wo.)CH | — | Erstveröffentlichung: Oktober 1986 |
| 1987 | Emotional                                    | DE50 (5 Wo.)DE | — | — | UK85 (3 Wo.)UK | Erstveröffentlichung: April 1987   |